# نظام تزاوج

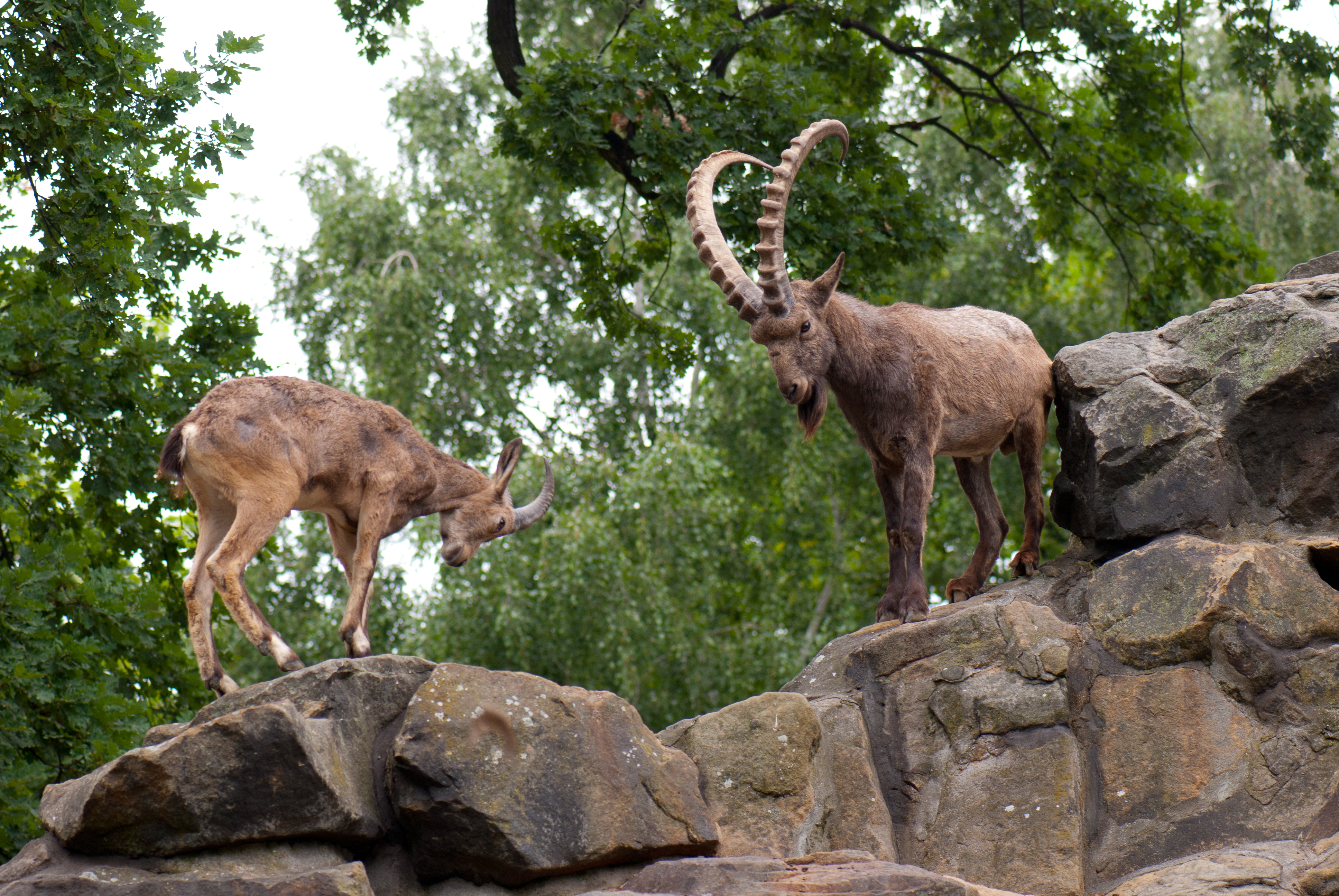

النظام التزاوجي هي الطريقة التي تتمحور حولها المجموعة فيما يتعلق بالسلوك الجنسي. المعنى الدقيق يعتمد على السياق. فيما يتعلق بالحيوانات العليا، تحدد أي من الذكور يتزاوج مع أي من الإناث، وتحت أي ظروف يكون هذا التزاوج. تشمل نظم التزاوج الحيواني الموجودة الزواج الأحادي وتعدد الزوجات وأيضاً تعدد الأزواج. في النباتات، يشير إلى درجة وظروف التهجين. في الأجتماعيات البشرية، تمتد لتشمل كافة العلاقات مثل الزَّواج.

## عند النباتات
يعتبر كل من التهجين (بالتلاقح)، الإخصاب الذاتي، والتكاثر اللاإخصابي (التكاثر اللاجنسي دون تلقيح، والذي ينشأ فقط لدى تعدي الوظيفة الجنسية) الأنظمة الرئيسية لتزاوج النباتات. وليست أنظمة التزاوج التي قد تجمع فيها النباتات بين نوعين، أو حتى بين كل هذه الأنظمة التزاوجية غير شائعة.
استخدمت العديد من النماذج لوصف العوامل المتغيرة في أنظمة التزاوج النباتية. وكان النموذج البسيط هو المتعلق بالتزاوج المختلط، والذي بني على افتراض أن كل عملية تلقيح إما أن تكون ذاتية أو تلاقحية خارجية وعشوائية بالكامل. وتخفف النماذج الأكثر تعقيدا من حدة هذا الافتراض، فعلى سبيل المثال، يعترف نموذج الإخصاب الذاتي الفعال بأن التزاوج قد يكون أكثر شيوعا بين الأزواج المرتبة عن قرب من النباتات، مقارنة بالأزواج المرتبطة عن بعد.

## عند الحيوانات
فيما يلي أنظمة التزاوج المعروفة بوجه العموم لدى الحيوانات:

### تزاوج أحادي
التزاوج الأحادي: وهو أن يرتبط ذكر واحد بأنثى واحدة في علاقة تزاوج حصرية. وينطوي مصطلح «الترابط الزوجي» على نفس المعنى. ينقسم التزاوج الأحادي إلى نوعين: الأول اختياري، والثاني إلزامي. يحدث التزاوج الأحادي الاختياري عندما تكون هناك كثافات منخفضة جدا داخل النوع. وذلك يعني أن التزاوج يحدث فقط مع فرد واحد من الجنس المقابل بسبب ابتعاد الذكور والإناث كثيرا عن بعضهم البعض. عندما تحتاج الأنثى إلى مساعدة من أفراد نوعها من أجل أن تنجب بطنا فإن ذلك يستلزم الانخراط في تزاوج أحادي. إلا أنه مع ذلك فإن سعة المسكن تكون صغيرة بحيث لا يمكن إلا لأنثى واحدة أن تتزاوج بداخله.

### التزاوج المتعدد
التزاوج المتعدد: وينقسم إلى ثلاثة أنواع:

#### تعدد الزوجات
تعدد الزوجات (أكثر أنظمة التزاوج المتعدد المدروسة شيوعا لدى الفقاريات): وهو ما يحدث عندما يكون ذكر علاقة حصرية مع أنثيين أو أكثر. وهناك العديد من أنواع التزوج المتعدد، ومنها تعدد الزوجات بمناطق عروض التزاوج والدفاع عن الموارد. تنخرط فراشات الغرايلنغ في نظام تعدد الزوجات للدفاع عن الموارد، حيث تختار الإناث ذكرا مسيطرا على أفضل مكان لوضع البيض. ورغم أن معظم الحيوانات لا تختار سوى واحدة من تلك الاستراتيجيات، إلا أن بعضها ينتهج استراتيجيات هجينة، مثلما يفعل أحد أنواع النحل، وهو نحل النجار الجنوبي.

#### تعدد الأزواج
تعدد الأزواج: وهو ما يحدث عندما تحظى أنثى بعلاقة حصرية مع اثنين من الذكور أو أكثر، وهو نوع نادر جدا. يتواجد تعدد الأزواج الجيني لدى بعض أنواع الحشرات، مثل نحل العسل الغربي، حيث تتزاوج ملكة عذراء مع عدة ذكور أثناء رحلتها التزاوجية، بينما يموت كل الذكور فورا بعد التزاوج لمرة واحدة. بعد ذلك، تقوم الملكة بتخزين الحيوانات المنوية التي جمعتها من تزاوجها المتعدد في محفظة المني لكي تستخدمها في تلقيح البيض طوال كامل حياتها الإنجابية.

#### تعدد الزوجات والأزواج
تعدد الزوجات والأزواج: وهو ما يحدث عندما يقوم اثنين من الذكور أو أكثر بتكوين علاقة حصرية مع أنثيين أو أكثر، ولا يشترط أن يتساوى عدد الذكور بالإناث، وقد وجد أنه عند الأنواع الفقارية التي درست حتى الآن يكون عدد الذكور عادة أقل.

### التزاوج الفوضوي
التزاوج الفوضوي: وهو ما يحدث عندما يقوم أحد أفراد جنس ما داخل مجموعة بالتزاوج مع أي فرد من الجنس المقابل.
قد تكون أنظمة التزاوج هذه مصحوبة أو غير مصحوبة بعلاقات اجتماعية، بحيث يظل الشركاء معا للاعتناء بالصغار. وكما يفترض مصطلح «الترابط الزوجي»، فإن ذلك الأمر شائع في التزاوج الأحادي. وفي العديد من أنظمة تعدد الأزواج، يبقى الذكور والإناث معا لتربية الصغار. وفي أنظمة تعدد الأزواج التي يكون فيها عدد الإناث المتزوجة بكل ذكر ضئيلا وتكون عادة الذكور البقاء مع أنثى واحدة في حال تربية الصغر، فإن الإناث الأخريات يربين الصغار بمفردهن. وفي أنظمة تعدد الزوجات والأزواج، فإن كل الذكور قد يساعدون أنثى واحدة، وإذا ساعد كل البالغين في رعاية الصغار، فإن هذا النظام يطلق عليه عادة «التناسل التعاوني». وفي حالة كان تعدد الزوجات شائعا، أو في حالة التزاوج الفوضوي، فإن العناية بالصغار تكون نادرة، وقد لا تكون هناك عناية على الإطلاق.
تعتبر هذه الأنظمة مثالية، ومن السهل أن تلاحظ العلاقات الاجتماعية مقارنة بعلاقات التزاوج. وعلى وجه التحديد، فإن خوض العلاقات نادرا ما يكون حصريا لدى جميع أفراد النوع. فدراسات بصمة الحمض النووي أظهرت أنه حتى في حالة الترابط الزوجي، فإن التزاوج مع فرد آخر (غير الشريك الحالي) تحدث بتواتر معقول، ويسفر عن ذلك إنجاب أقلية واضحة ضمن نسل النوع. ومع ذلك، فإن النسل الناتج عن التزاوج مع شريك خارج العلاقة يظهر عادة جينات أكثر تميزا، فقد تصحب هذه الجينات تحسنا في المظهر، التزاوج، ووظائف الأنظمة الداخلية بالجسد. كما أن بعض الأنواع تنخرط في أنظمة تزاوج مختلفة في ظروف مختلفة، كأن يختلف نظام التزاوج باختلاف النطاق الجغرافي أو باختلاف ظروف توفر الطعام. وكذلك فإن خليطا من الأنظمة البسيطة السابق ذكرها ممكن الحدوث.
تحدث النزاعات الجنسية بين الأفراد من الجنسين لدى الانفصال أو التنازع على متطلبات النجاح الأمثل للتزاوج. من الممكن أن يؤدي هذا النزاع إلى تكيفات تنافسية وتكيفات مشتركة لواحد أو لكلا الجنسين من أجل الإبقاء على العمليات التزاوجية التي تعود بالنفع على ذلك الجنس.

## عند البشر
مقارنة بالفقاريات الأخرى التي تملك أنواعها عادة نظام تزاوج واحد، فإن البشر يظهرون تنوعا كبيرا في أنظمة التزاوج. والبشر يختلفون أيضا في أنهم يرتبطون بزيجات رسمية قد تشتمل في بعض الثقافات على مفاوضات وترتيبات بين كبار السن من الأقرباء. وفيما يتعلق بمثنوية الشكل باختلاف الجنس، فإن البشر يعتبرون مجموعة متوسطة باختلافات متوسطة بين الجنسين من حيث حجم الجسد، إلا أن حجم الخُصى كبير نسبيا، مما يشير إلى وجود منافسة متكررة نسبيا في المجتمعات البشرية أحادية ومتعددة الزوجات. وتشير إحدى التقديرات إلى أن 83% من المجتمعات البشرية متعددة الزوجات، و0.05% متعددة الأزواج، والبقية أحادية الزواج. وحتى المجموعة الأخيرة قد تكون على أقل تقدير متعددة الزوجات من الناحية الجينية.
من الناحية التطورية، تميل الإناث إلى الانخراط في زيجات أحادية لأن نجاحهن الإنجابي متعلق بالموارد التي يمكن لهن اكتسابها من خلال التكاثر، وليس متعلقا بعدد أفراد الذرية الذين سينجبونهن. ومع ذلك، فالرجال يميلون بشكل أكبر إلى تعدد الزوجات لأن نجاحهم الإنجابي متعلق بعدد أفراد الذرية الذين سينجبونهم، وليس متعلقا بأي منفعة يمكن اجترارها من الاستثمار في الرعاية الأبوية.
ويرتبط تعدد الزوجات أيضا بزيادة موارد الرزق القادمة من جانب النساء. وهذا يتماشى مع النظرية التي ترى أنه إذا قامت النساء برعاية الأطفال بمفردهن، فسيتمكن الرجال من التركيز على جهود التزاوج. ويرتبط تعدد الزوجات أيضا بتنوع بيئي أكبر، مما يزيد من تنوع الموارد المتاحة للرجال. ومن الارتباطات الهامة أيضا بتعدد الزوجات أنه يكون مصحوبا بعبء أكبر من مسببات الأمراض في مناطق يكون الرجل صاحب الجينات الجيدة هاما جدا. ويخفض عبء مسببات الأمراض أيضا الأهمية النسبية لتعدد الزوجات الشقيقات، والسبب في ذلك يرجع إلى الأهمية الكبيرة لوجود تنوع جيني بين أفراد النسل.